# ATP Challenger Series 1992
In der folgenden Tabelle werden die Turniere der professionellen Herrentennis-Saison 1992 der ATP Challenger Series dargestellt. Sie bestand aus 89 Turnieren mit einem Preisgeld von 25.000 bis 100.000 US-Dollar. Es war die 15. Ausgabe des Challenger-Turnierzyklus. In diesem Jahr hatten alle Turniere eine Draw bestehend aus 32 Spielern im Einzel sowie 16 Paarungen im Doppel.

## Turnierplan

### Januar
| Datum1 | Ort       | Turnier              | Preisgeld | Belag2      | Sieger Einzel   | Sieger Doppel                   |
| ------ | --------- | -------------------- | --------- | ----------- | --------------- | ------------------------------- |
| 20.01. | Heilbronn | Heilbronn Open       | $ 075.000 | Teppich (i) | Karsten Braasch | Doug Eisenman Bent-Ove Pedersen |
| 27.01. | Bangalore | Bangalore Challenger | $ 025.000 | Sand        | Mario Visconti  | Nick Brown Andrew Foster        |

### Februar
| Datum1 | Ort          | Turnier                 | Preisgeld | Belag2        | Sieger Einzel     | Sieger Doppel                    |
| ------ | ------------ | ----------------------- | --------- | ------------- | ----------------- | -------------------------------- |
| 03.02. | Jakarta      | Jakarta Challenger      | $ 100.000 | Sand          | Claudio Pistolesi | Mark Koevermans Leonardo Lavalle |
| 24.02. | Rennes       | Rennes Challenger       | $ 100.000 | Hartplatz (i) | Karsten Braasch   | Francisco Montana Kenny Thorne   |
| 24.02. | Indian Wells | Indian Wells Challenger | $ 050.000 | Hartplatz     | Richard Fromberg  | Pieter Aldrich Danie Visser      |

### März
| Datum1 | Ort               | Turnier                      | Preisgeld | Belag2        | Sieger Einzel          | Sieger Doppel                    |
| ------ | ----------------- | ---------------------------- | --------- | ------------- | ---------------------- | -------------------------------- |
| 02.03. | Saragossa         | Zaragoza Challenger          | $ 100.000 | Hartplatz (i) | Luiz Mattar            | David Adams Andrei Olchowski     |
| 09.03. | Tunis             | Tunis Challenger             | $ 075.000 | Sand          | Marcelo Filippini      | David Adams Martin Damm          |
| 09.03. | Santiago de Chile | Santiago de Chile Challenger | $ 025.000 | Sand          | Marcelo Ingaramo       | Christer Allgårdh Jacco van Duyn |
| 23.03. | Agadir            | Agadir Challenger            | $ 075.000 | Sand          | Guillermo Pérez Roldán | Mike Briggs Trevor Kronemann     |
| 30.03. | Parioli           | Parioli Challenger           | $ 075.000 | Sand          | Franco Davín           | Shelby Cannon Greg Van Emburgh   |

### April
| Datum1 | Ort             | Turnier                    | Preisgeld | Belag2    | Sieger Einzel        | Sieger Doppel                         |
| ------ | --------------- | -------------------------- | --------- | --------- | -------------------- | ------------------------------------- |
| 06.04. | Jerusalem       | Jerusalem Challenger       | $ 050.000 | Sand      | Gilad Bloom          | Steve Guy Carl Limberger              |
| 13.04. | San Luis Potosí | San Luis Potosí Challenger | $ 100.000 | Sand      | Leonardo Lavalle     | Luis-Enrique Herrera Leonardo Lavalle |
| 20.04. | Porto           | Oporto Challenger I        | $ 100.000 | Sand      | José Francisco Altur | Carl Limberger Tomáš Anzari           |
| 20.04. | Birmingham      | Birmingham Challenger      | $ 050.000 | Sand      | Mikael Pernfors      | Bret Garnett Tobias Svantesson        |
| 20.04. | Nagoya          | Nagoya Challenger          | $ 050.000 | Hartplatz | Chuck Adams          | Jeremy Bates Mark Petchey             |
| 27.04. | Acapulco        | Acapulco Challenger        | $ 100.000 | Sand      | Leonardo Lavalle     | Royce Deppe Brent Haygarth            |
| 27.04. | Taipeh          | Taipeh Challenger          | $ 100.000 | Hartplatz | Sandon Stolle        | Broderick Dyke Peter Lundgren         |

### Mai
| Datum1 | Ort          | Turnier                   | Preisgeld | Belag2    | Sieger Einzel        | Sieger Doppel                   |
| ------ | ------------ | ------------------------- | --------- | --------- | -------------------- | ------------------------------- |
| 04.05. | Kuala Lumpur | Kuala Lumpur Challenger I | $ 050.000 | Hartplatz | Sandon Stolle        | Jamie Morgan Sandon Stolle      |
| 04.05. | Ljubljana    | Ljubljana Challenger      | $ 050.000 | Sand      | Magnus Larsson       | Magnus Larsson Mikael Tillström |
| 04.05. | São Paulo    | São Paulo Challenger I    | $ 050.000 | Hartplatz | Luis-Enrique Herrera | Grant Stafford Kevin Ullyett    |
| 04.05. | Prag         | Prague Challenger         | $ 025.000 | Sand      | Karol Kučera         | Martin Damm David Rikl          |
| 11.05. | Antwerpen    | Antwerp Challenger        | $ 025.000 | Sand      | Marc-Kevin Goellner  | Michael Brown Roger Rasheed     |
| 11.05. | Itu          | Itu Challenger            | $ 025.000 | Hartplatz | Robbie Weiss         | Grant Stafford Kevin Ullyett    |

### Juni
| Datum1 | Ort      | Turnier              | Preisgeld | Belag2 | Sieger Einzel       | Sieger Doppel                       |
| ------ | -------- | -------------------- | --------- | ------ | ------------------- | ----------------------------------- |
| 01.06. | Turin    | Turin Challenger     | $ 100.000 | Sand   | Franco Davín        | Byron Black John-Laffnie de Jager   |
| 01.06. | Fürth    | Quelle Cup           | $ 050.000 | Sand   | Martin Střelba      | Rüdiger Haas Udo Riglewski          |
| 08.06. | Yvetot   | Yvetot Challenger    | $ 100.000 | Sand   | Ronald Agénor       | Mårten Renström Mikael Tillström    |
| 08.06. | Köln     | Cologne Challenger   | $ 050.000 | Sand   | Kenneth Carlsen     | Marc-Kevin Goellner Bernd Karbacher |
| 15.06. | Halle    | Taifun Cup           | $ 050.000 | Sand   | Marc-Kevin Goellner | Karsten Braasch Lars Koslowski      |
| 22.06. | Salzburg | Salzburg Challenger  | $ 100.000 | Sand   | Jordi Arrese        | Jan Apell Mikael Tillström          |
| 29.06. | Porto    | Oporto Challenger II | $ 100.000 | Sand   | Jordi Arrese        | Doug Eisenman Bent-Ove Pedersen     |
| 29.06. | Salerno  | Salerno Challenger   | $ 075.000 | Sand   | Gabriel Markus      | Andrew Kratzmann Roger Rasheed      |
| 29.06. | Sevilla  | Copa Sevilla         | $ 025.000 | Sand   | Mauricio Hadad      | Christer Allgårdh Tomas Nydahl      |

### Juli
| Datum1 | Ort              | Turnier                   | Preisgeld | Belag2    | Sieger Einzel       | Sieger Doppel                       |
| ------ | ---------------- | ------------------------- | --------- | --------- | ------------------- | ----------------------------------- |
| 06.07. | Bristol          | Bristol Challenger        | $ 050.000 | Rasen     | Patrick Baur        | Dejan Petrović Aisam-ul-Haq Qureshi |
| 06.07. | Ulm              | Müller Cup                | $ 050.000 | Sand      | Marcos Ondruska     | Gustavo Luza Daniel Orsanic         |
| 06.07. | Gramado          | Gramado Challenger        | $ 025.000 | Hartplatz | Nicola Bruno        | Alessandro Guevara Dejan Petrović   |
| 13.07. | Tampere          | Tampere Challenger        | $ 100.000 | Hartplatz | Kenneth Carlsen     | Jonas Björkman Johan Donar          |
| 13.07. | Newcastle        | Newcastle Challenger      | $ 050.000 | Rasen     | Greg Rusedski       | Javier Frana Christo van Rensburg   |
| 13.07. | Campos do Jordão | Campos Challenger         | $ 025.000 | Hartplatz | Richard Matuszewski | José Daher Mario Tabares            |
| 20.07. | Aptos            | Aptos Challenger          | $ 050.000 | Hartplatz | Alex O’Brien        | Paul Annacone Alex O’Brien          |
| 20.07. | Belo Horizonte   | Belo Horizonte Challenger | $ 025.000 | Sand      | Gilbert Schaller    | Nelson Aerts Alexandre Hocevar      |
| 20.07. | Oberstaufen      | Oberstaufen Cup           | $ 025.000 | Sand      | Massimo Valeri      | Johan Anderson Lars-Anders Wahlgren |
| 27.07. | Lins             | Lins Challenger           | $ 050.000 | Sand      | Gilbert Schaller    | João Cunha e Silva Nicolás Pereira  |
| 27.07. | Posen            | Poznań Challenger         | $ 050.000 | Sand      | Sláva Doseděl       | Tomasz Iwański Dick Norman          |
| 27.07. | Winnetka         | Winnetka Challenger       | $ 050.000 | Hartplatz | Chuck Adams         | Andrew Kratzmann Roger Rasheed      |
| 27.07. | Wien             | Vienna Challenger         | $ 025.000 | Sand      | Thomas Buchmayer    | Wojciech Kowalski Christer Wedenby  |

### August
| Datum1 | Ort            | Turnier                 | Preisgeld | Belag2    | Sieger Einzel          | Sieger Doppel                       |
| ------ | -------------- | ----------------------- | --------- | --------- | ---------------------- | ----------------------------------- |
| 03.08. | Pescara        | Pescara Challenger      | $ 050.000 | Sand      | Federico Sánchez       | Massimo Cierro Nicklas Utgren       |
| 03.08. | Lüttich        | Liège Challenger        | $ 025.000 | Sand      | Sergio Cortés          | Juan Carlos Báguena Eduardo Masso   |
| 03.08. | Ribeirão Preto | Ribeirão Challenger     | $ 025.000 | Sand      | Gabriel Silberstein    | Christer Allgårdh Maurice Ruah      |
| 10.08. | New Haven      | New Haven Challenger    | $ 050.000 | Hartplatz | Jimmy Arias            | Todd Nelson Leander Paes            |
| 10.08. | Segovia        | Open Castilla y León    | $ 100.000 | Hartplatz | Guillaume Raoux        | Michael van der Berg Joost Wijnhoud |
| 10.08. | Fortaleza      | Fortaleza Challenger    | $ 025.000 | Sand      | Maurice Ruah           | Andrew Kratzmann Roger Rasheed      |
| 17.08. | Graz           | Graz Challenger         | $ 100.000 | Sand      | Guillermo Pérez Roldán | David Prinosil Richard Vogel        |
| 17.08. | Istanbul       | Istanbul Challenger     | $ 100.000 | Hartplatz | Henrik Holm            | Stéphane Simian Bertrand Lemercier  |
| 17.08. | Genf           | Geneva Challenger       | $ 050.000 | Sand      | Sergio Cortés          | Filip Dewulf Tom Vanhoudt           |
| 17.08. | São Paulo      | São Paulo Challenger II | $ 050.000 | Sand      | Martin Stringari       | Pablo Albano Cássio Motta           |
| 31.08. | Meran          | Merano Challenger       | $ 050.000 | Sand      | Lars Koslowski         | Sander Groen David Prinosil         |

### September
| Datum1 | Ort        | Turnier               | Preisgeld | Belag2    | Sieger Einzel      | Sieger Doppel                      |
| ------ | ---------- | --------------------- | --------- | --------- | ------------------ | ---------------------------------- |
| 07.09. | Azoren     | Azores Challenger     | $ 100.000 | Hartplatz | Henrik Holm        | Henrik Holm Nicklas Utgren         |
| 07.09. | Venedig    | Venice Challenger     | $ 100.000 | Sand      | Thomas Muster      | Nebojša Đorđević Marcos Ondruska   |
| 07.09. | Guarujá    | Guarujá Challenger    | $ 025.000 | Hartplatz | Nicolás Pereira    | Maurice Ruah Mario Tabares         |
| 14.09. | Casablanca | Casablanca Challenger | $ 050.000 | Sand      | Gilbert Schaller   | Filip Dewulf Tom Vanhoudt          |
| 21.09. | Bukarest   | Bucharest Challenger  | $ 100.000 | Sand      | Horacio de la Peña | Horacio de la Peña Marcos Ondruska |
| 21.09. | Bogotá     | Bogotá Challenger     | $ 050.000 | Sand      | Daniel Marco       | Nicolás Pereira Mario Tabares      |
| 21.09. | Fairfield  | Fairfield Challenger  | $ 050.000 | Hartplatz | Jared Palmer       | Jared Palmer Jim Pugh              |
| 21.09. | Singapur   | Bucharest Challenger  | $ 050.000 | Hartplatz | Lionel Roux        | Martin Blackman Laurence Tieleman  |
| 28.09. | Monterrey  | Monterrey Challenger  | $ 100.000 | Hartplatz | Alex O’Brien       | Mark Knowles Alex O’Brien          |
| 28.09. | Cali       | Cali Challenger       | $ 050.000 | Hartplatz | Mauricio Hadad     | Michael Geserer Fabio Silberberg   |

### Oktober
| Datum1 | Ort               | Turnier                      | Preisgeld | Belag2        | Sieger Einzel        | Sieger Doppel                  |
| ------ | ----------------- | ---------------------------- | --------- | ------------- | -------------------- | ------------------------------ |
| 05.10. | Dublin            | Dublin Challenger            | $ 050.000 | Hartplatz     | Martin Damm          | Sander Groen Arne Thoms        |
| 05.10. | Ixtapa            | Ixtapa Challenger            | $ 050.000 | Hartplatz     | Luis-Enrique Herrera | Finale nicht ausgespielt       |
| 05.10. | Reggio Calabria   | Reggio Calabria Challenger   | $ 050.000 | Sand          | Roberto Azar         | Brent Haygarth Tomáš Anzari    |
| 12.10. | Ponte Vedra Beach | Ponte Vedra Beach Challenger | $ 100.000 | Hartplatz     | Luis-Enrique Herrera | Jared Palmer Jim Pugh          |
| 12.10. | Buenos Aires      | Buenos Aires Challenger      | $ 050.000 | Sand          | Juan Gisbert         | Pablo Albano Javier Frana      |
| 12.10. | Cherbourg         | Cherbourg Challenger         | $ 050.000 | Hartplatz (i) | Jan Apell            | Kent Kinnear Christian Saceanu |
| 12.10. | Recife            | Recife Challenger            | $ 050.000 | Hartplatz     | Luiz Mattar          | Sébastien Lareau Daniel Nestor |
| 19.10. | Caracas           | Caracas Challenger           | $ 075.000 | Hartplatz     | Daniel Vacek         | Doug Eisenman Tom Mercer       |
| 26.10. | Brest             | Brest Challenger             | $ 100.000 | Hartplatz (i) | Marcos Ondruska      | Marius Barnard Brent Haygarth  |

### November
| Datum1 | Ort            | Turnier                    | Preisgeld | Belag2      | Sieger Einzel         | Sieger Doppel                       |
| ------ | -------------- | -------------------------- | --------- | ----------- | --------------------- | ----------------------------------- |
| 02.11. | Aachen         | Lambertz Open by STAWAG    | $ 050.000 | Teppich (i) | Martin Damm           | Grant Stafford Christo van Rensburg |
| 02.11. | Manila         | Manila Challenger          | $ 025.000 | Hartplatz   | Richard Fromberg      | Richard Fromberg Steve Guy          |
| 09.11. | München        | Munich Challenger          | $ 050.000 | Teppich (i) | Daniel Vacek          | Sander Groen Arne Thoms             |
| 09.11. | Brunei         | Brunei Challenger          | $ 025.000 | Hartplatz   | Louis Gloria          | Owen Casey Donald Johnson           |
| 09.11. | Halifax        | Halifax Challenger         | $ 025.000 | Hartplatz   | Sébastien Lareau      | Ellis Ferreira Richard Schmidt      |
| 16.11. | Guadalajara    | Guadalajara Challenger     | $ 100.000 | Sand        | David Witt            | Royce Deppe David Rikl              |
| 16.11. | São Luís       | São Luís Challenger        | $ 050.000 | Hartplatz   | Luiz Mattar           | Luiz Mattar Jaime Oncins            |
| 16.11. | Kuala Lumpur   | Kuala Lumpur Challenger II | $ 025.000 | Hartplatz   | Chris Wilkinson       | Mitch Michulka Mark Petchey         |
| 23.11. | Pembroke Pines | Pembroke Pines Challenger  | $ 075.000 | Sand        | Leonardo Lavalle      | Rikard Bergh Trevor Kronemann       |
| 23.11. | Launceston     | Launceston Challenger      | $ 025.000 | Hartplatz   | Richard Fromberg      | Richard Fromberg Patrick Rafter     |
| 30.11. | Naples         | Naples Challenger          | $ 050.000 | Sand        | Juan Gisbert Schultze | Todd Nelson Tobias Svantesson       |
| 30.11. | Perth          | Perth Challenger           | $ 025.000 | Hartplatz   | Kent Kinnear          | Lan Bale David Nainkin              |

### Dezember
| Datum1 | Ort       | Turnier              | Preisgeld | Belag2    | Sieger Einzel | Sieger Doppel                  |
| ------ | --------- | -------------------- | --------- | --------- | ------------- | ------------------------------ |
| 07.12. | Guangzhou | Guangzhou Challenger | $ 025.000 | Hartplatz | Roh Gap-taik  | Kent Kinnear Christian Saceanu |
| 14.12. | Hongkong  | Hongkong Challenger  | $ 025.000 | Hartplatz | Tommy Ho      | Donald Johnson Leander Paes    |

- 1 Turnierbeginn (ohne Qualifikation)
- 2 Das Kürzel „(i)“ (= indoor) bedeutet, dass das betreffende Turnier in einer Halle ausgetragen wurde.